# Johannes Bretke
Johannes Bretke (auch Bretkus, Johann Bretke, litauisch Jonas Bretkūnas, * 1536 in Bammeln bei Friedland (Herzogtum Preußen); † 1602 in Königsberg) war ein evangelischer Pastor.  Er übersetzte die Bibel ins Litauische, war der Autor von zwölf litauischen Büchern und betätigte sich daneben auch als Historiker. Er ist einer der bekanntesten frühen Autoren, die in Litauisch schrieben.

## Leben

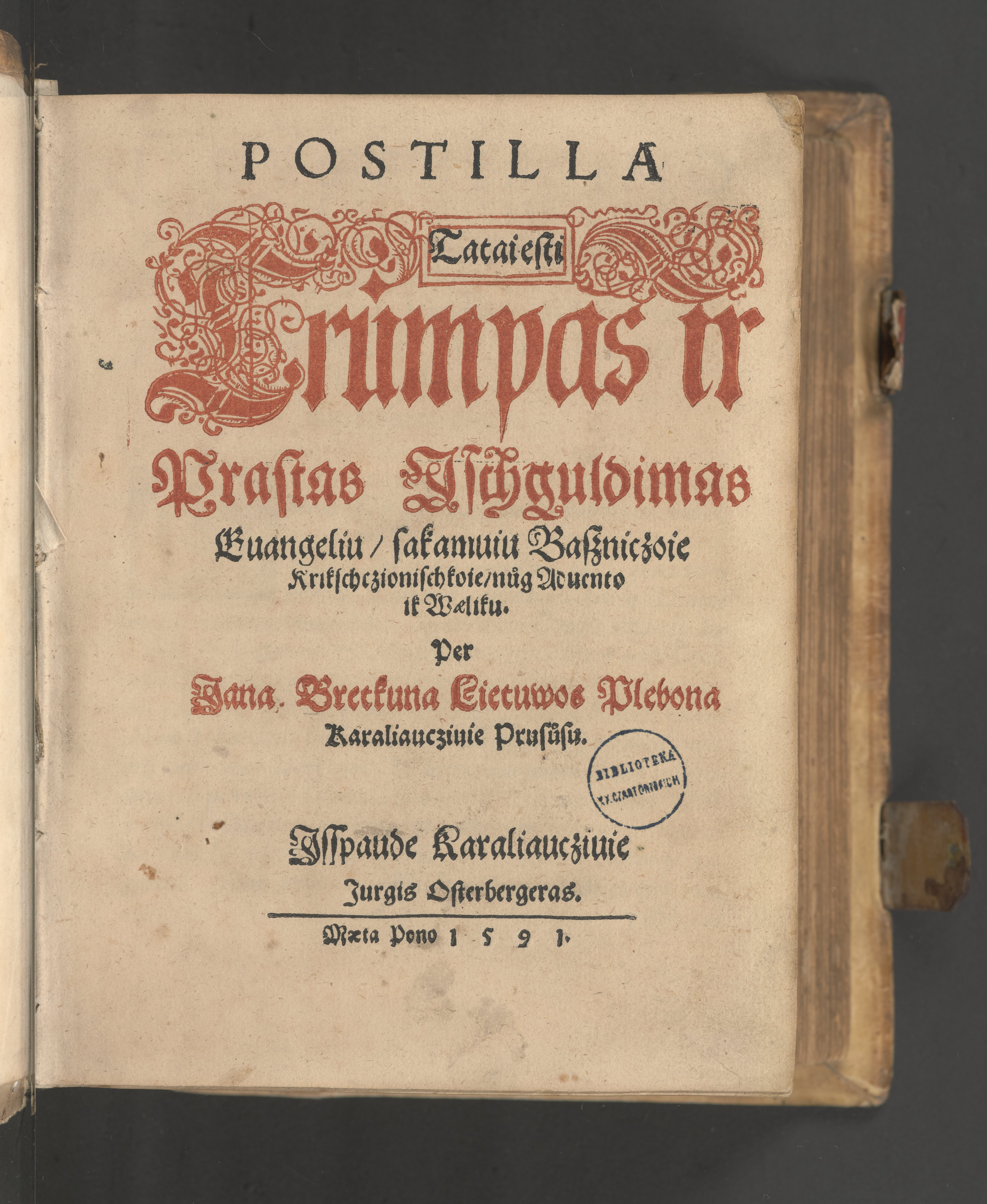
Titelblatt der Postilla

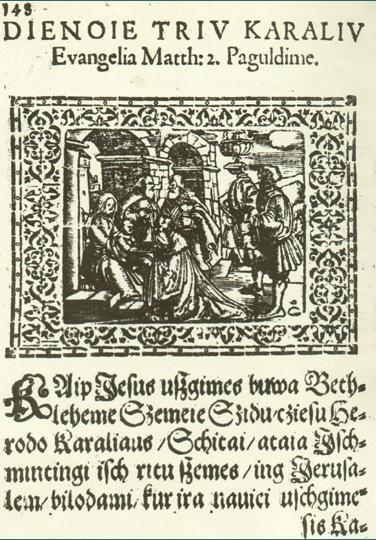
Eine weitere Seite der Postilla

Bretke wurde im Herzogtum Preußen geboren. Sein Vater war Deutscher, nach anderen Quellen ein germanisierter Pruße, seine Mutter entstammte einer prußischen Familie.
1555, im Alter von neunzehn Jahren, begann Bretke ein Theologie-Studium an der Königsberger Universität. 1556 wechselte er an die Universität in Wittenberg. Noch während seines Studiums wurde er 1562 von Albrecht I. von Brandenburg-Ansbach als Pastor an die Stadtkirche in Labiau (heute russisch: Polessk) berufen.
Bretke war der erste Pastor in Labiau, der auf Altpreußisch oder Litauisch predigte. Zuvor hatten die Pastoren meist sogenannte Tolken beschäftigt, die die Predigten für die Gemeinde übersetzten. 1563 heiratete Bretke eine geborene von Werthern. Sein Sprengel war ländlich und arm, vom Pastor wurde erwartet, dass er sich seinen Unterhalt durch Landwirtschaft selbst sicherte. Danach stand Bretke der Sinn allerdings gar nicht, er wollte seine Zeit lieber ausschließlich für Sprachstudien und Übersetzungen aufwenden. 1578 bis 1579 schrieb Bretke sein Chronicon des Landes Preussen, danach begann er mit der Übersetzung der deutschen Bibel Martin Luthers ins Litauische; diese Aufgabe nahm ihn mehr als zehn Jahre in Anspruch.
Nachdem er fünfundzwanzig magere Jahre in Labiau gelebt hatte, bewarb sich Bretke um die Pastorenstelle einer anderen preußischen Stadt und wurde 1587 an die Steindammer Kirche bzw. St.-Elisabeth-Kirche (= „Litauische Kirche“) in Königsberg berufen. Dort setzte er seine Arbeit an der Bibelübersetzung und anderen wissenschaftlichen Werken fort. 1589 veröffentlichte er verschiedene Bücher, darunter die auf Vorarbeiten von Martynas Mažvydas basierenden „Giesmės duchaunas“ (Geistliche Lieder), eine kleine Liedersammlung „Kancionalas nekurių giesmių“ und „Kollectas“, die Übersetzung eines Gebetbuches aus dem Deutschen. Alle Bücher wurden von Georg Osterberg in Königsberg gedruckt.
Am 29. November 1590 vollendete Bretke schließlich die erste heute noch bekannte Übersetzung der Bibel ins Litauische. Die Erlaubnis, diese Bibel zu veröffentlichen, wurde ihm jedoch verweigert. Später erwarb Herzog Georg Friedrich die Handschrift. 1591 beendete Bretke die zweiteilige Postilla (Postilė), eines seiner bekanntesten Werke. In seinen letzten Jahren versuchte er vergeblich, die Veröffentlichung seiner Bibelübersetzung durchzusetzen, 1602 starb er an der Pest.

## Werke
- Chronicon des Landes Preussen, 1578–1579
- Giesmės duchaunas, 1589
- Kollectas, alba Paspalitas Maldas, 1589
- Kancionalas nekurių giesmių, 1589
- Biblia, 1590
  - 3-bändige Faksimileausgabe hrsg. von Friedemann Kluge et al. Paderborn : Ferdinand Schöningh, 1996–2002. ISBN 3-506-71672-7 (Bd. 1), ISBN 3-506-71674-3 (Bd. 2/3)
- Postilla, tatai esti trumpas ir prastas išguldimas evangeliu, 1591

Erhalten gebliebene Manuskripte und Buchexemplare befinden sich in Deutschland, Litauen und Schweden. Seine Postilla wird an der Universität Vilnius aufbewahrt, das einzig erhaltene Exemplar der „Kancionalas nekurių giesmių“ an der Universität Uppsala in Schweden. Die Originalmanuskripte von Johannes Bretkes Bibel befinden sich im preußischen Geheimen Staats-Archiv in Berlin. 2002, vierhundert Jahre nach Bretkes Tod wurden sie, für mehr als 2,3 Millionen Euro versichert, in Litauen ausgestellt.